# Marshall Nirenberg
Marshall Warren Nirenberg (ur. 10 kwietnia 1927 w Nowym Jorku, zm. 15 stycznia 2010 tamże) – amerykański biochemik i genetyk, laureat Nagrody Nobla.
W 1939 roku ze względów zdrowotnych przeniósł się z rodziną do Orlando. W dzieciństwie interesował się biologią, w 1948 r. uzyskał stopień B. Sc., a w 1952 magistra zoologii na University of Florida w Gainesville. Jego praca magisterska była studium ekologicznych i taksonomicznych zagadnień dotyczących chruścików (Trichoptera). W tym czasie zaczął bardziej interesować się biochemią, dalszą edukację w tym kierunku podjął na University of Michigan w Ann Arbor, uzyskując w 1957 roku stopień doktora.
Staż podoktorski odbył w latach 1957–1959 w National Institutes of Health w Bethesda. W tym czasie podjął wraz z Heinrichem Matthaei badania nad zależnościami pomiędzy RNA, DNA, a białkami. Wykazali oni, że o powstawaniu łańcucha polipeptydowego decyduje mRNA. Ich eksperyment polegał na dodaniu do ekstraktu z pałeczki okrężnicy syntetycznego RNA złożonego z nukleotydów zawierających wyłącznie uracyl, znakowanego aminokwasu. Stwierdzili, że w tych warunkach powstaje polipeptyd złożony z fenyloalaniny. Był to pierwszy etap rozszyfrowania kodu genetycznego. Jest to klasyczny przykład pozakomórkowej syntezy białka.
W 1968 roku otrzymał, wraz z Robertem Williamem Holleyem i Har Gobind Khoraną, nagrodę Nobla w dziedzinie fizjologii i medycyny za opisanie kodu genetycznego i jego roli w biosyntezie białek.